# Paul Riley (Fußballtrainer)
Paul Riley (* 23. September 1963 in Liverpool) ist ein ehemaliger englischer Fußballspieler und -trainer, der von der Saison 2017 bis 2021 das Franchise der North Carolina Courage in der National Women’s Soccer League trainierte. Er wurde nach Vorwürfen der sexuellen Nötigung mit sofortiger Wirkung im September 2021 freigestellt.

## Karriere

### Spieler
Riley begann seine Karriere im Jahr 1988 beim ASL-Teilnehmer Albany Capitals. Nachdem sein Vertrag dort nicht verlängert worden war, wechselte er zum Ligakonkurrenten New Jersey Eagles, wo er bis 1990 blieb. Von 1991 bis 1993 spielte Riley jeweils eine Saison lang für die Teams Glen Cove, Hercules und New York Atlas in der unterklassigen New England Professional Soccer League. Von 1994 bis zu seinem Karriereende im Jahr 1997 lief er in der professionellen United States Interregional Soccer League für die Long Island Rough Riders auf.

### Trainer
Bereits vor und während seiner aktiven Karriere betreute Riley die Fußballmannschaft des Long Island University C. W. Post Campus, die C. W. Post Pioneers, zuerst als Co-Trainer und von 1990 bis 1997 hauptverantwortlich. Im Jahr 1997 übernahm er die Mannschaft der Long Island Rough Riders, bei denen er seine Karriere als Spieler beendet hatte, nahtlos als Cheftrainer und betreute diese bis ins Jahr 2003.
Von 2006 bis 2009 trainierte Riley die WPSL-Franchise Long Island Fury, seine erste Station im Frauenfußball. Ab 2010 war er Cheftrainer der Philadelphia Independence in der WPS, wo er im ersten Jahr von der Liga als Trainer des Jahres ausgezeichnet wurde und 2011 das Meisterschaftsfinale erst im Elfmeterschießen gegen Western New York Flash verlor. Nach der Auflösung der WPS vor der Saison 2012 wechselte Riley zu New York Fury, ein „Schwesterteam“ der Long Island Fury in der neugegründeten WPSL Elite. Zur Saison 2014 übernahm er den NWSL-Teilnehmer Portland Thorns FC. Mit einem dritten Platz in der regulären Saison erreichten die Thorns die Play-offs, in denen sie im Halbfinale dem späteren Meister FC Kansas City mit 0:2 unterlagen. Die Saison 2015 verlief weit weniger erfolgreich: Ein sechster Platz in der Liga bedeutete das erste Verpassen der Play-offs in der NWSL-Geschichte der Thorns. Riley’s auslaufender Vertrag wurde in der Folge nicht verlängert. Im Februar 2016 wurde er als neuer Trainer der Western New York Flash vorgestellt.
Der US-Fußballverband entzog Riley nach Bekanntwerden der Missbrauchsvorwürfe die Trainerlizenz. Schon bei den Portland Thorns soll es schon Anschuldigungen gegen Riley gegeben haben. Damals beurlaubte man Riley. Vorher hatten schon zwei weitere Trainer der Liga wegen Fehlverhaltens ihre Posten verloren. Die Vereinigung der Spielerinnen (NWSLPA) sprach von „systemischen Missbrauch“ in der Liga. Wegen des Missbrauchsskandals trat Lisa Baird, Ligachefin der US-Frauenfußball-Profiliga NWSL, zurück. Anfang Januar 2023 wurde Riley von der NWSL lebenslang gesperrt; gleiches galt für die Trainer Rory Dames, Richie Burke und Christy Holly.

## Erfolge
- 2006, 2009: Meister der WPSL (Long Island Fury)
- 2016, 2018: Meister der NWSL (Western New York Flash, 2016; North Carolina Courage, 2018)

## Auszeichnungen
- 1999: Trainer des Jahres in der USISL A-League (Long Island Rough Riders)
- 2009: Trainer des Jahres in der WPSL (Long Island Fury)
- 2010: Trainer des Jahres in der WPS (Philadelphia Independence)